# Centena di Ribe
La centena di Ribe (in danese Ribe Herred) fu dal 1859 una ripartizione della contea e diocesi di Ribe, nell'attuale Danimarca. Fu formata raggruppando le parrocchie di Farup, Hjortlund, Kalvslund, Mandø, Obbekær, Ribe, Seem e Vester Vedsted, tutte poi annesse al capoluogo nel 1970 e poi parte dell’odierno territorio comunale di Esbjerg.